# Бенџамин Шулте
Бенџамин Ентони Ејгон Шулте (енгл. Benjamin Anthony Aguon Schulte; Тамунинг, 22. децембар 1995) гвамски је пливач чија специјалност су трке стилом. Један је од најуспешнијих пливача Океаније, учесник светских првенстава и двоструки гвамски олимпијац.  

## Спортска каријера
Иако је рођен на америчком острву Гваму, Шулте се са породицом преселио у Аустралију када је имао 14 година. Након завршене средње школе у Гоулд Коусту одлази на студије на приватном Универзитету Брајант у Сједињеим Државама.
На међународној пливачкој сцени је дебитовао као петнаестогодишњак, прво на светском сениорском првенству у Шангају 2011, а потом и пар недеља касније на Пацифичким играма у Нумеи на Новој Каледонији, где је освојио сребрну медаљу у трци на 1500 метара слободним стилом. Годину дана касније дебитовао је на Олимпијским играма, пошто је у Лондону 2012. пливао у трци на 10 км коју је окончао на званично последњем 25. месту са временом 2:03:35,1 сати, односно са више од 13 минута заостатка за победником. Након Лондона Шулте одустаје од пливања маратонских трка и фокусира се на трке прсним стилом. 
Учествовао је на светским првенствима у Барселони 2013. и Казању 2015, а потом и на Олимпијским играма у Рију 2016. где је носио заставу своје земље на церемонији отварања Игара. У Рију је Шулте пливао у квалификацијама на 100 прсно које је окончао на 43. месту са временом од 1:03,29 минута. 
Први наступ на светским првенствима у малим базенима имао је у Хангџоуу 2018. године. 
По трећи пут је наступио на светским првенствима у великим базенима у корејском Квангџуу 2019, где је пливао у квалификацијама на 50 прсно (46. место) и 100 прсно (61. место)